# Felicity Jones

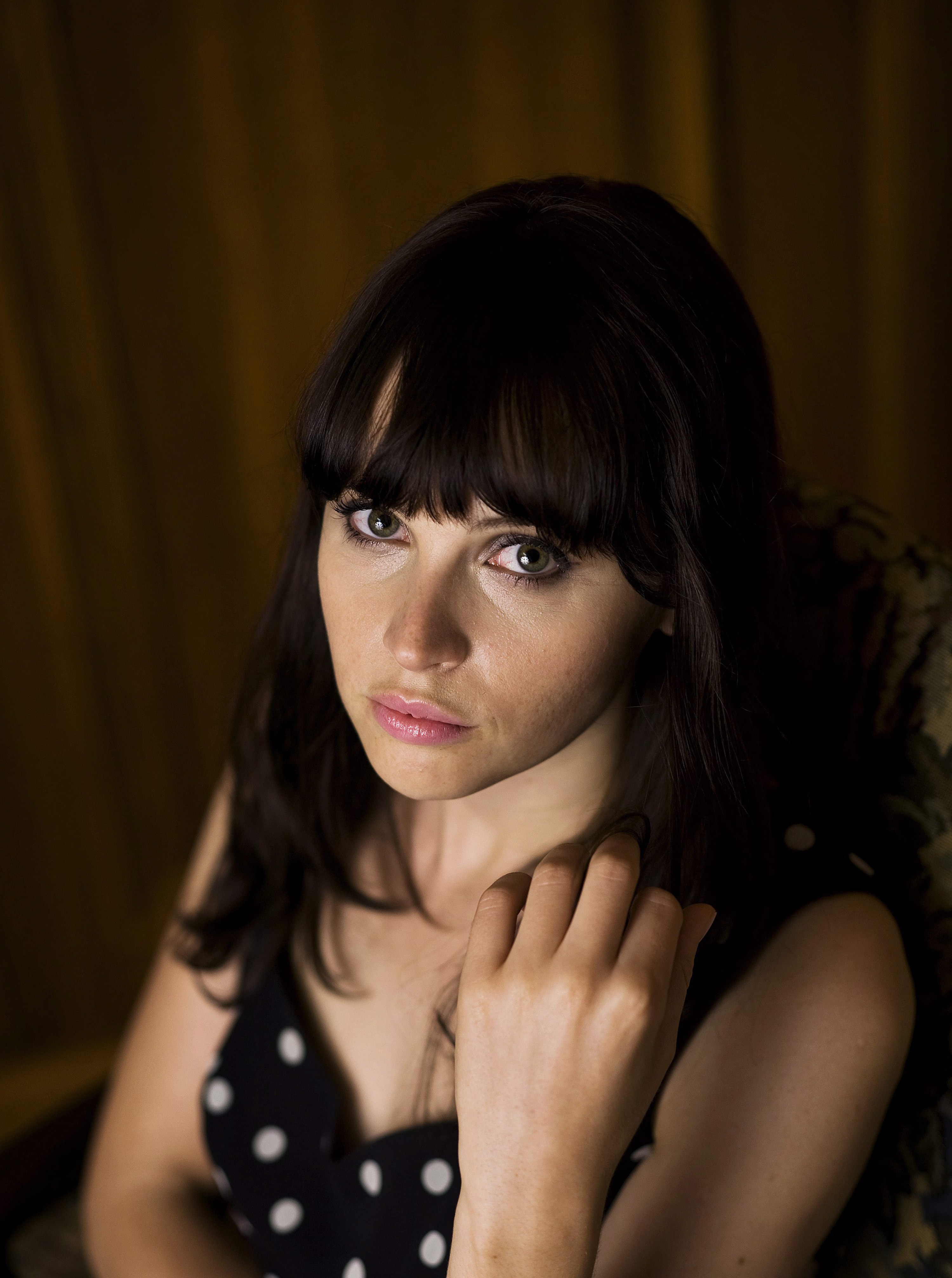
Felicity Jones (2011)

Felicity Rose Hadley Jones (ur. 17 października 1983 w Birmingham) – angielska aktorka. W 2015 roku nominowana do Oscara w kategorii „najlepsza aktorka pierwszoplanowa” za rolę w filmie Jamesa Marsha Teoria wszystkiego.

## Życiorys
Jones dorastała w Bournville, niedaleko Birmingham. Jej rodzice rozwiedli się, gdy miała trzy lata, a matka wychowała ją sama.

## Filmografia

### Filmy
- 1998: The Treasure Seekers jako Alice Bastable (film TV)
- 2007: Opactwo Northanger (Northanger Abbey) jako Catherine Morland
- 2008: Zakochany głupiec (Flashbacks of a Fool) jako młoda Ruth
- 2008: Powrót do Brideshead (Brideshead Revisited) jako lady Cordelia Flyte
- 2009: Chéri jako Edmée
- 2010: Cemetery Junction jako Julie
- 2010: Soulboy jako Mandy
- 2010: Burza (The Tempest) jako Miranda
- 2011: Albatros (Albatross) jako Beth
- 2011: Na desce (Chalet Girl) jako Kim
- 2011: Do szaleństwa (Like Crazy) jako Anna
- 2011: Histeria. Romantyczna historia wibratora (Hysteria) jako Emily Dalrymple
- 2011: Ósma strona (Page Eight) jako Julianne Worricker
- 2012: Wymarzona pogoda na ślub (Cheerful Weather for the Wedding) jako Dolly Thatcham
- 2013: Kobieta w ukryciu (The Invisible Woman) jako Nelly Ternan
- 2013: Breathe In jako Sophie
- 2014: Niesamowity Spider-Man 2 (The Amazing Spider-Man 2) jako Felicia
- 2014: Teoria wszystkiego (Theory of Everything) jako Jane Hawking
- 2014: Worricker – ostateczna rozgrywka (Salting the Battlefield) jako Julianne Worricker
- 2015: Złodziej tożsamości. Historia prawdziwa (True Story) jako Jill Barker
- 2016: Zderzenie (Collide) jako Juliette Marne
- 2016: Łotr 1. Gwiezdne wojny – historie (Rogue One: A Star Wars Story) jako Jyn Erso
- 2016: Inferno jako Sienna Brooks
- 2016: Siedem minut po północy (A Monster Calls) jako mama Conora
- 2018: Ze względu na płeć (On the Basis of Sex) jako Ruth Bader Ginsburg
- 2019: Aeronauci (The Aeronauts) jako Amelia Wren
- 2020: Niebo o północy (The Midnight SkyI jako Sully
- 2021: Ostatni list od kochanka (The Last Letter from Your Lover) jako Ellie Haworth
- 2023: Czas gniewu (Dead Shot) jako Catherine
- 2024: The Brutalist jako Erzsébet Tóth
- 2025: Sny o pociągach (Train Dreams) jako Gladys Grainier

### Seriale
- 1998–1999: Niefortunna czarownica (The Worst Witch) jako Ethel Hallow
- 2001–2002: Kolegium Weirdsister. Przygód niefortunnej czarownicy ciąg dalszy (Weirdsister College) jako Ethel Hallow
- 2003: Servants jako Grace May
- 2007: Cape Wrath jako Zoe Brogan
- 2008: Doktor Who jako Robina Redmond
- 2009: Pamiętnik Anny Frank (The Diary of Anne Frank) jako Margot Frank
- 2014: Dziewczyny (Girls) jako Dot
- 2017: Star Wars: Forces of Destiny jako Jyn Erso

## Nagrody i wyróżnienia
Źródła:
- 2011: Gotham Award – wygrana w kategorii najlepszy debiut za film Do szaleństwa
- 2011: Hollywood Film Award – wygrana w kategorii New Hollywood Award za film Do szaleństwa
- 2011: Sundance Film Festival – nagrody jury za film Do szaleństwa
- 2011: British Independent Film Award – nominacja w kategorii najlepsza aktorka drugoplanowa za film Albatros
- 2012: Empire Award – wygrana w kategorii najlepszy debiut kobiecy za film Do szaleństwa
- 2013: British Independent Film Award – nominacja w kategorii najlepsza aktorka za film Kobieta w ukryciu
- 2015: BAFTA – nominacja w kategorii najlepsza aktorka pierwszoplanowa za film Teoria wszystkiego
- 2015: Złoty Glob – nominacja w kategorii najlepsza aktorka dramatyczna za film Teoria wszystkiego
- 2015: Oscar – nominacja w kategorii najlepsza aktorka pierwszoplanowa za film Teoria wszystkiego
- 2025: Złoty Glob – nominacja w kategorii najlepsza aktorka drugoplanowa za film The Brutalist
- 2025: Oscar – nominacja w kategorii najlepsza aktorka drugoplanowa za film The Brutalist
- 2025: BAFTA – nominacja w kategorii najlepsza aktorka drugoplanowa za film The Brutalist